# Гранатела мала
Гранатела мала (Granatellus pelzelni) — вид горобцеподібних птахів родини кардиналових (Cardinalidae).

## Поширення
Вид поширений в Болівії, Бразилії, Французькій Гвіані, Гаяні, Суринамі та Венесуелі. Його природне середовище проживання — вологі тропічні ліси низинних регіонів.

## Опис
Дрібний птах, завдовжки 12 см, вагою 10-12 г. У самця чорна голова з білою смужкою за очима і біле горло; груди, живіт і круп червоні. Самиця має блакитно-сірі тім'я і лоб, боки голови і нижня частина коричневі.

## Спосіб життя
Харчується комахами, часто утворюючи змішані групи з іншими видами.